# Schutzgemeinschaft Deutsches Wild
Die Schutzgemeinschaft Deutsches Wild war ein deutscher Verein mit Sitz in Bonn zur Erhaltung, Pflege und Hege der freilebenden Tierwelt. Gegründet wurde die Organisation kurz nach dem Zweiten Weltkrieg. Vorstand war bis zu seinem Tod Wolfgang E. Burhenne (1924–2017). 
Die Schutzgemeinschaft Deutsches Wild betrieb Lobbyarbeit, indem sie Politikern Stellungnahmen zu Themen des Umweltschutzes zukommen ließ. Dies geschah mit hauptsächlich ehrenamtlichen, fachlich qualifizierten Kräften und in Zusammenarbeit mit nationalen und internationalen Organisationen, wie etwa dem Fonds für Umweltstudien, dem Umweltrechtszentrum der Weltnaturschutzunion (IUCN), dem Deutschen Komitee des Umweltprogramms der Vereinten Nationen (UNEP) und dem Karl-Schmitz-Scholl-Fonds. Der Verein wählte seit 1992 jährlich ein Wildtier, auf das in der Öffentlichkeit besonders hingewiesen werden soll, zum „Tier des Jahres“.
2009 wurde die Schutzgemeinschaft als Verein aufgelöst und von Burhenne in eine unselbständige Stiftung mit der Elisabeth-Haub-Stiftung als Treuhänder umgeformt. Ende November 2016 übergab Burhenne die Verantwortung an die Deutsche Wildtier Stiftung, unter deren Dach die Arbeit der Schutzgemeinschaft Deutsches Wild weitergeführt wird. Im Dezember 2016 wurde das Tier des Jahres 2017 gemeinsam von der Schutzgemeinschaft Deutsches Wild und der Deutschen Wildtier Stiftung gewählt. Wolfgang E. Burhenne starb im Januar 2017. Seitdem wird das Tier des Jahres von den Förderern der Deutschen Wildtier Stiftung gewählt (erstmals bei der Wahl zum Tier des Jahres 2018).